# L'Année du chat
Pour plus de détails, voir Fiche technique et Distribution.
L'Année du chat (titre original : Die Katze) est un film allemand réalisé par Dominik Graf, sorti en 1988.
Il a valu à son réalisateur le grand prix du Festival du film policier de Cognac en 1988.

## Synopsis
Deux gangsters pénètrent dans une banque de Düsseldorf, prennent les employés et leur patron en otage et réclament une importante rançon. La police encercle alors le bâtiment. Mais le contrôle des opérations est assuré de l'extérieur par Probek. Celui-ci manipule les policiers et les braqueurs avec l'aide de sa maîtresse, la femme du directeur de la banque.

## Fiche technique
- Titre original : Die Katze
- Titre français : L'Année du chat
- Réalisation : Dominik Graf
- Scénario :
- Production :
- Musique : Andreas Köbner, Eric Burdon
- Photographie :
- Langue : allemand
- Genre : Policier
- Durée : 118 minutes
- Dates de sortie : inédit en salles

## Distribution
- Götz George : Probeck
- Gudrun Landgrebe :Jutta Ehser
- Joachim Kemmer : Voss
- Heinz Hoenig : Junghein
- Ralf Richter : Britz
- Ulrich Gebauer : Ehser
- Sabine Kaack : Irma
- Iris Disse : Gudrun

## Récompenses et distinctions
- 1988 : Grand prix du Festival du film policier de Cognac